# Òrgan col·legiat
Un òrgan col·legiat és aquell òrgan administratiu de caràcter plurititular, que es crea formalment i està integrat per 3 o més persones, als quals se'ls atribueix funcions administratives de decisió, proposta, assessorament, control i que actuïn integrats en l'administració pública. Un exemple seria el Govern de la Generalitat de Catalunya que és l'òrgan col·legiat amb funcions executives i administratives que és format per tots els consellers i coordinat pel president. Les seves funcions primordials són: dur a terme el programa de govern i regir les activitats de l'Administració de la Generalitat. El funcionament i la composició dels òrgans col·legiats ve determinat per la Llei 30/1992 de 26 de novembre de règim jurídic de les administracions públiques i del procediment administratiu comú en els articles que van del 23 al 27. De totes maneres cal aclarir, que la disposició addicional primera de la llei 30/1992 especifica que les disposicions d'aquesta llei no són aplicables al ple ni, si s'escau, a la comissió de govern de les entitats locals, als òrgans col·legiats del Govern de la nació ni als òrgans de govern de les comunitats autònomes, pel que el govern de la Generalitat és un òrgan col·legiat la normativa de la qual no és aplicable a partir de la llei 30/1992.
La mencionada llei 30/1992 va ser derogada a partir del 2 de octubre de 2016 per la llei 39/2015. Els organs col·legiats es regulen a la llei 40/2015 de 1 d'octubre en al capítol 2 dels Òrgans de les Administracions Públiques.

## Concepte

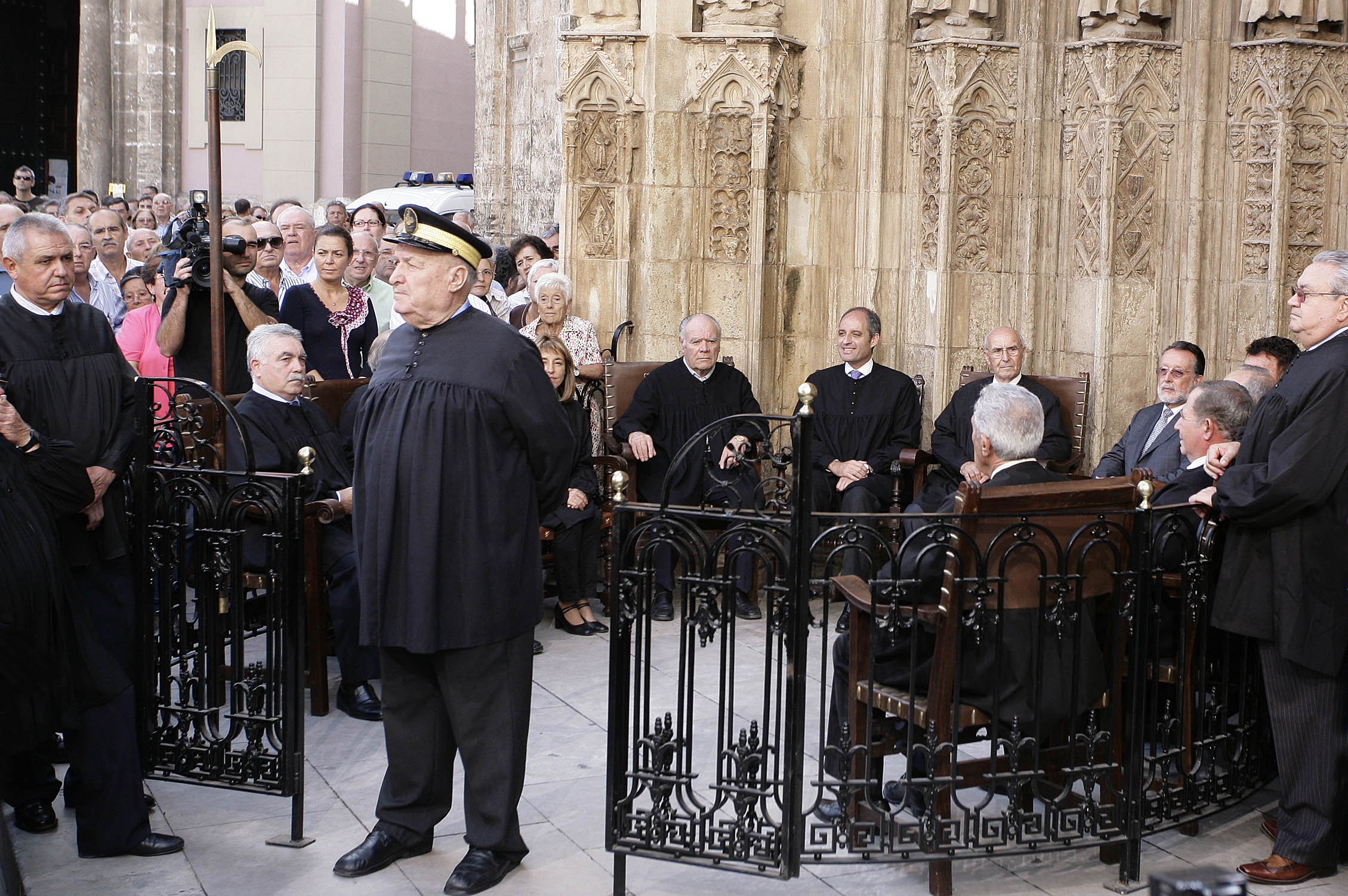
El Tribunal de les Aigües de València seria un exemple d'òrgan col·legiat

La principal definició d'un òrgan col·legiat prové de la seva diferència dels òrgans administratius unititulars, com podria ser una secretaria general de la Generalitat de Catalunya. De totes maneres cal tenir en compte tres aspectes importants amb relació a aquest tipus d'òrgans:
- Convocatòria és la crida que el president de l'òrgan fa a la resta de membres de l'òrgan. Aquesta ha de ser amb un mínim de 48 hores i ha d'incloure l'ordre del dia i la documentació necessària.
- Quòrum de constitució és el nombre mínim de membres perquè l'òrgan es pugui constituir. La llei preveu que com a mínim ha de ser-hi el president i el secretari, o qui legalment el substitueixi, i la meitat del membres en primera convocatòria. En segona convocatòria, aquest quòrum queda reflectit en el reglament que reguli l'òrgan.
- Quòrum de votació és el nombre mínim de vots necessaris per aprovar un acord. Segons la llei, aquesta s'aprova per majoria simple a excepció de si el president presenta un tema a tractar en caràcter d'urgència, per al qual és necessari que hi siguin tots els membres de l'òrgan i que acordin que aquell tema és d'urgència per majoria absoluta.

Cal tenir en compte, que l'excessiva minuciositat de la norma en establir preceptes amb vocació de bases en aquesta matèria, va portar a la Junta de Castella i Lleó i al Govern de la Generalitat de Catalunya a interposar un recurs d'inconstitucionalitat que fou resolt per la sentència 50/1999 de 6 d'abril que declara que els articles 23.1 i 23.2, 24.1, 24.2 i 24.3, els 25.2 i 25.3 i el 27.2, 27.3 i 27.5 no tenen caràcter bàsic i que és contrari a l'ordre constitucional de competències. Atès aquest pronunciament, es va reformular la llei 13/1989 a aquells articles que si foren considerats bàsics pel Tribunal Constitucional i que quedaren derogats amb l'entrada en vigor de la llei 26/2010.

## President
A nivell català, i segons especifica la llei 26/2010, el president d'un òrgan col·legiat és nomenat pel mateix òrgan per majoria absoluta dels seus membres, en primera votació, o per majoria simple en segona votació, les quals poden tenir lloc dins la mateixa sessió.
- Exercir la representació de l'òrgan.
- Disposar la convocatòria de les sessions ordinàries i extraordinàries i la fixació de l'ordre del dia, tenint en compte, si s'escau, les peticions dels altres membres formulades amb l'antelació suficient.
- Presidir les sessions, moderar el desenvolupament dels debats i suspendre’ls per causes justificades.
- Dirimir amb el seu vot els empats, per tal d'adoptar acords. Aquesta norma no és aplicable en aquells òrgans col·legiats en els que el règim de substitució del president ha d'estar regulat específicament en cada cas, o establert expressament per acord del ple de l'òrgan col·legiat.
- Assegurar el compliment de les lleis.
- Visar les actes i els certificats dels acords de l'òrgan.
- Exercir les altres funcions que siguin inherents a la seva condició de president de l'òrgan.
- Complir les altres funcions inherents al càrrec.

En casos de vacant, absència, malaltia o una altra causa legal, el president ha de ser substituït pel vicepresident que correspongui o per defecte per un altre membre de l'òrgan col·legiat de més jerarquia, antiguitat i edat, per aquest ordre, entre els seus components. Aquesta norma no és aplicable en aquells òrgans col·legiats en els que el règim de substitució del president ha d'estar regulat específicament en cada cas, o establert expressament per acord del ple de l'òrgan col·legiat.

## Membres
Correspon als membres de cada òrgan col·legiat:
- Rebre, amb una antelació mínima de quaranta-vuit hores, la convocatòria que contingui l'ordre del dia de les reunions. La informació sobre els temes que figurin en l'ordre del dia ha d'estar a la disposició dels membres en el mateix termini.
- Participar en els debats de les sessions.
- Exercir el dret de vot i formular el vot particular, i també expressar el sentit del vot i els motius que el justifiquen. No es poden abstenir en les votacions les persones que, per la seva condició d'autoritats o personal al servei de les administracions públiques, tinguin la condició de membres d'òrgans col·legiats.
- Formular precs i preguntes.
- Obtenir la informació necessària per a complir les funcions assignades.
- Les altres funcions que siguin inherents a la seva condició.

Els membres d'un òrgan col·legiat no poden atribuir-se les funcions de representació d'aquest, llevat que expressament els hagi estat atorgat per una norma o per acord de l'òrgan. En casos d'absència o de malaltia i, en general, quan concorri alguna causa justificada, els membres titulars de l'òrgan col·legiat han de ser substituïts pels seus suplents, si n'hi ha.

## Vice-presidència
Segons la llei 26/2010, el president o presidenta nomena, entre els vocals, la persona o les persones que ocupen la vicepresidència. Si es nomenen diverses persones per a la vicepresidència, s'ha d'establir un ordre de nomenament.

## Secretari
A nivell català, i segons especifica la llei 26/2010 i en concordança amb la llei 30/1992, el càrrec de secretari pot ser ocupat per un membre del mateix òrgan o una persona al servei de l'administració pública corresponent i, en aquest cas, pot assistir a les reunions amb veu però sense vot si és un funcionari, i amb veu i vot si la secretaria de l'òrgan, l'exerceix un membre d'aquest. L'òrgan col·legiat nomena, per majoria absoluta dels seus membres en primera votació o per majoria simple en segona, el secretari o secretària.

## Convocatòries i sessions
Perquè l'òrgan es pugui constituir vàlidament i, per tant, pugui prendre decisions, és necessària la presència del president, el secretari (o si no n'hi ha, un substitut) i la meitat com a mínim, dels seus membres. Els òrgans col·legiats poden establir el règim propi de convocatòries si aquest no és previst en les seves normes de funcionament. Aquest règim pot preveure una segona convocatòria i especificar per a aquesta el nombre de membres necessaris per a constituir-la.
No es pot tractar ni prendre decisió sobre cap punt que no estigui en l'ordre del dia, malgrat que existeix un mecanisme d'urgència, pel qual un tema pot ser tractat sense estar present en l'ordre del dia sempre que hi siguin presents tots els membres i es declari la urgència de la qüestió en una votació per majoria.
Els acords han de ser adoptats per majoria de vots, qui acrediti la titularitat d'un interès legítim es pot adreçar al secretari d'un òrgan col·legiat perquè li expedeixi un certificat dels seus acords. Cal especificar, que la llei 26/2010 de 3 d'agost que regula l'administració de la Generalitat de Catalunya determina que la convocatòria de la sessió de l'òrgan col·legiat, amb l'ordre del dia corresponent, s'ha de notificar als membres amb una antelació mínima de quaranta-vuit hores, llevat del cas d'urgència apreciada pel president o presidenta, que s'ha de fer constar a la convocatòria. Les normes pròpies dels òrgans col·legiats poden preveure una segona convocatòria i especificar el nombre de membres necessaris per a constituir vàlidament l'òrgan. La convocatòria de la sessió de l'òrgan col·legiat s'ha de fer preferentment per mitjans electrònics, i ha d'anar acompanyada de la documentació necessària per a la deliberació i l'adopció d'acords, sens perjudici que aquesta documentació estigui disponible en un lloc web, del qual s'ha de garantir l'accessibilitat i la seguretat. Malgrat que no s'hagin complert els requisits de la convocatòria, un òrgan col·legiat resta vàlidament constituït si s'han reunit tots els membres i ho acorden per unanimitat.

## Desenvolupament de les sessions
De cada una de les sessions el secretari n'ha d'estendre una acta, que ha d'especificar necessàriament els assistents, l'ordre del dia, les circumstàncies del lloc i el temps en què s'ha fet. Igualment, s'ha de fer notar els punts principals de les deliberacions i també dels acords adoptats.
En l'acta ha de figurar, a sol·licitud dels membres respectius de l'òrgan, el vot contrari a l'acord adoptat, l'abstenció i els motius que la justifiquin o el sentit del seu vot favorable. Així mateix, qualsevol membre té dret a sol·licitar la transcripció íntegra de la seva intervenció o proposta, sempre que aporti a l'acte, o en el termini que assenyali el president, el text que es correspongui fidelment amb la seva intervenció, cosa que cal fer constar en l'acta o bé se
n'hi ha d'adjuntar una còpia.
Els membres que discrepin de l'acord majoritari poden formular un vot particular per escrit en el termini de quaranta-vuit hores, el qual s'ha d'incorporar al text aprovat. Quan els membres de l'òrgan votin en contra o s'abstinguin, queden exempts de la responsabilitat que, si s'escau, pugui derivar dels acords. Les actes s'han d'aprovar en la mateixa sessió o en la següent, però el secretari pot emetre certificats sobre els acords específics que s'hi hagin adoptat, sens perjudici de l'aprovació ulterior de l'acta. En els certificats d'acords adoptats emesos abans de l'aprovació de l'acta, cal fer-hi constar expressament aquesta circumstància.
A nivell de regulació autonòmica, la llei 26/2010 estableix que les sessions dels òrgans col·legiats poden ésser presencials, a distància o mixtes, segons que determinin les normes específiques de l'òrgan, o per acord dels seus membres. El president o presidenta ha d'assegurar el dispositiu físic, operatiu o tecnològic necessari per a la celebració efectiva de la sessió. Amb independència dels mitjans utilitzats, s'ha de garantir el dret dels membres dels òrgans col·legiats a participar en les sessions, i també la possibilitat de defensar i de contrastar llurs posicions respectives, la formació de la voluntat col·legiada i el manteniment del quòrum de constitució. A tots els efectes, el lloc de les sessions desenvolupades a distància és la seu de l'òrgan i, si no en té, el de l'administració pública a què s'adscriu. Les sessions a distància poden ésser en temps real o amb intervencions successives en un fòrum virtual dins dels límits temporals marcats pel president o presidenta. Només poden ésser tractats els assumptes que figuren en l'ordre del dia, llevat que hi siguin presents tots els membres de l'òrgan col·legiat i es declari la urgència de l'assumpte amb el vot favorable de la majoria absoluta. Abans del començament de la sessió, o excepcionalment durant el transcurs d'aquesta, els membres de l'òrgan col·legiat poden presentar esmenes, addicions o propostes alternatives, que han d'ésser debatudes i votades en la sessió. Sens perjudici de les facultats del president o presidenta per a ordenar el debat, en les deliberacions prèvies a la votació hi pot haver torns a favor i en contra.

## Adopció d'acords
La llei catalana, especifica que els acords de l'òrgan col·legiat s'adopten per majoria simple de vots, llevat que les seves normes reguladores estableixin una majoria diferent. En cas d'empat dirimeix els resultats de les votacions el vot del president o presidenta. Les votacions de l'òrgan col·legiat només poden ésser secretes si ho permet la regulació específica de l'òrgan. Els membres dels òrgans col·legiats que fan constar en acta el vot contrari o abstenció resten exempts de la responsabilitat que se’n pugui derivar.

## Actes de les sessions
La llei 26/2010 descriu que en l'acta s'han de fer constar els assistents, l'ordre del dia de la reunió, el lloc i el temps en què s'ha efectuat, els punts principals de les deliberacions, el contingut dels acords adoptats, el sentit dels vots i, si un membre o una membre ho demana una explicació succinta del seu parer. Els membres que discrepen de l'acord majoritari poden formular un vot particular per escrit en el termini de setanta-dues hores, el qual s'ha d'incorporar al text de l'acord. El secretari o secretària, amb el vistiplau del president o presidenta, ha de signar l'acta, que s'ha d'aprovar en la mateixa reunió o en la següent. El secretari o secretària pot emetre vàlidament certificats sobre els acords específics que s'hi hagin adoptat sens perjudici de l'aprovació ulterior de l'acta, i hi ha de fer constar expressament aquesta circumstància. Cal garantir que els vocals puguin accedir a les actes en format electrònic per a consultar-hi el contingut dels acords adoptats.